# Acronicta americana
Acronicta americana är en fjärilsart som beskrevs av Harris 1841. Acronicta americana ingår i släktet Acronicta och familjen nattflyn. Inga underarter finns listade i Catalogue of Life.

## Bildgalleri

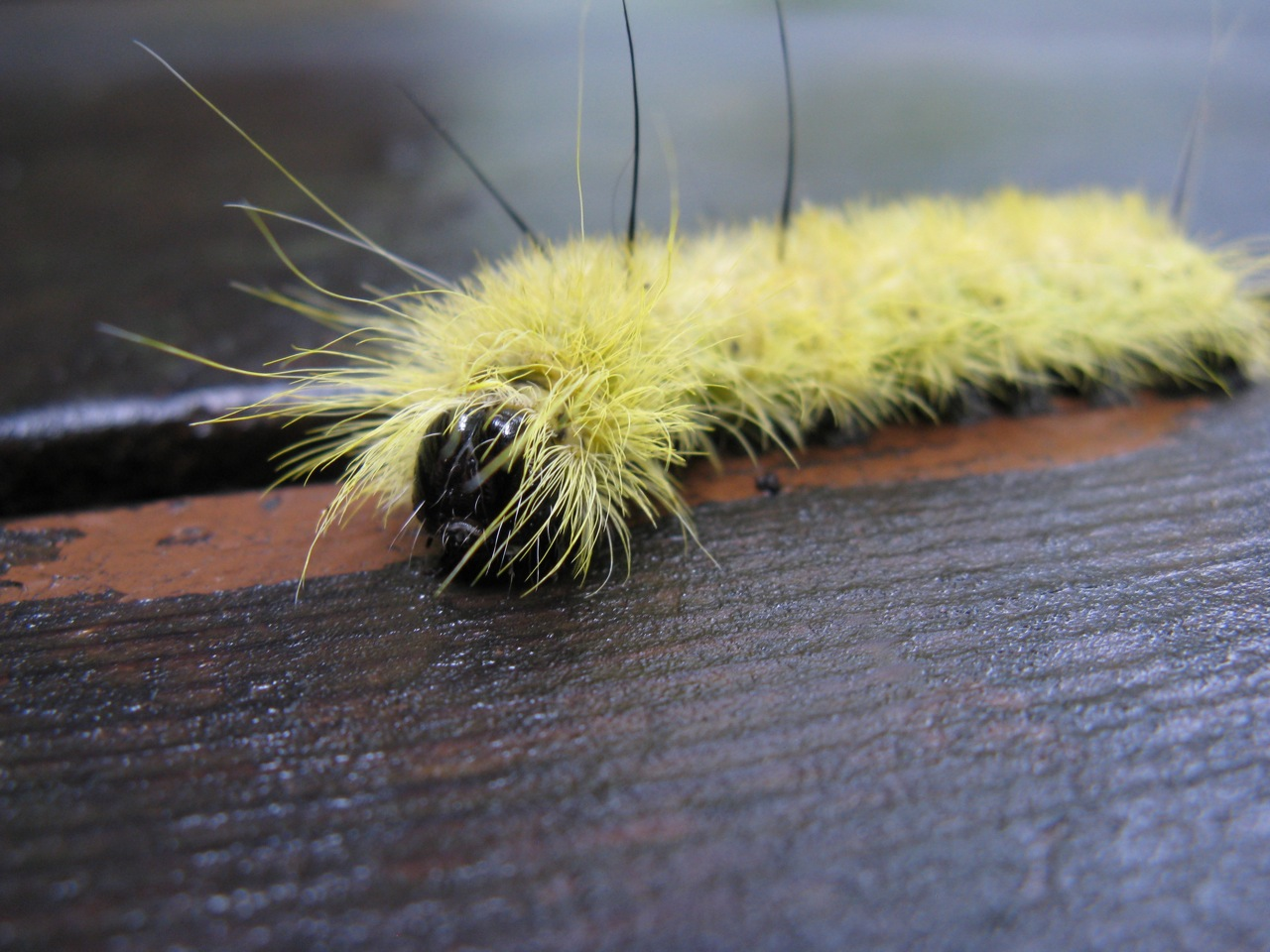
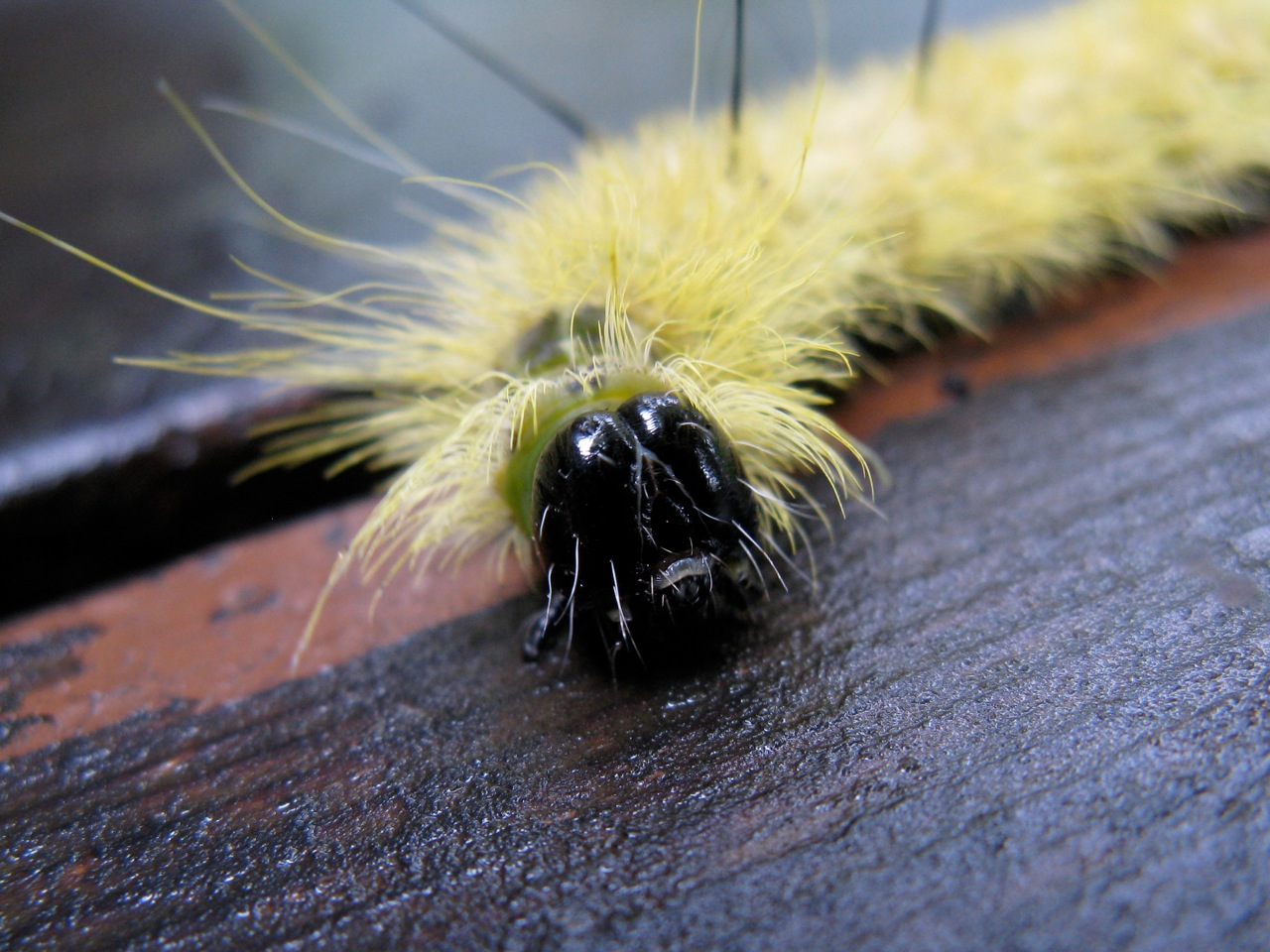
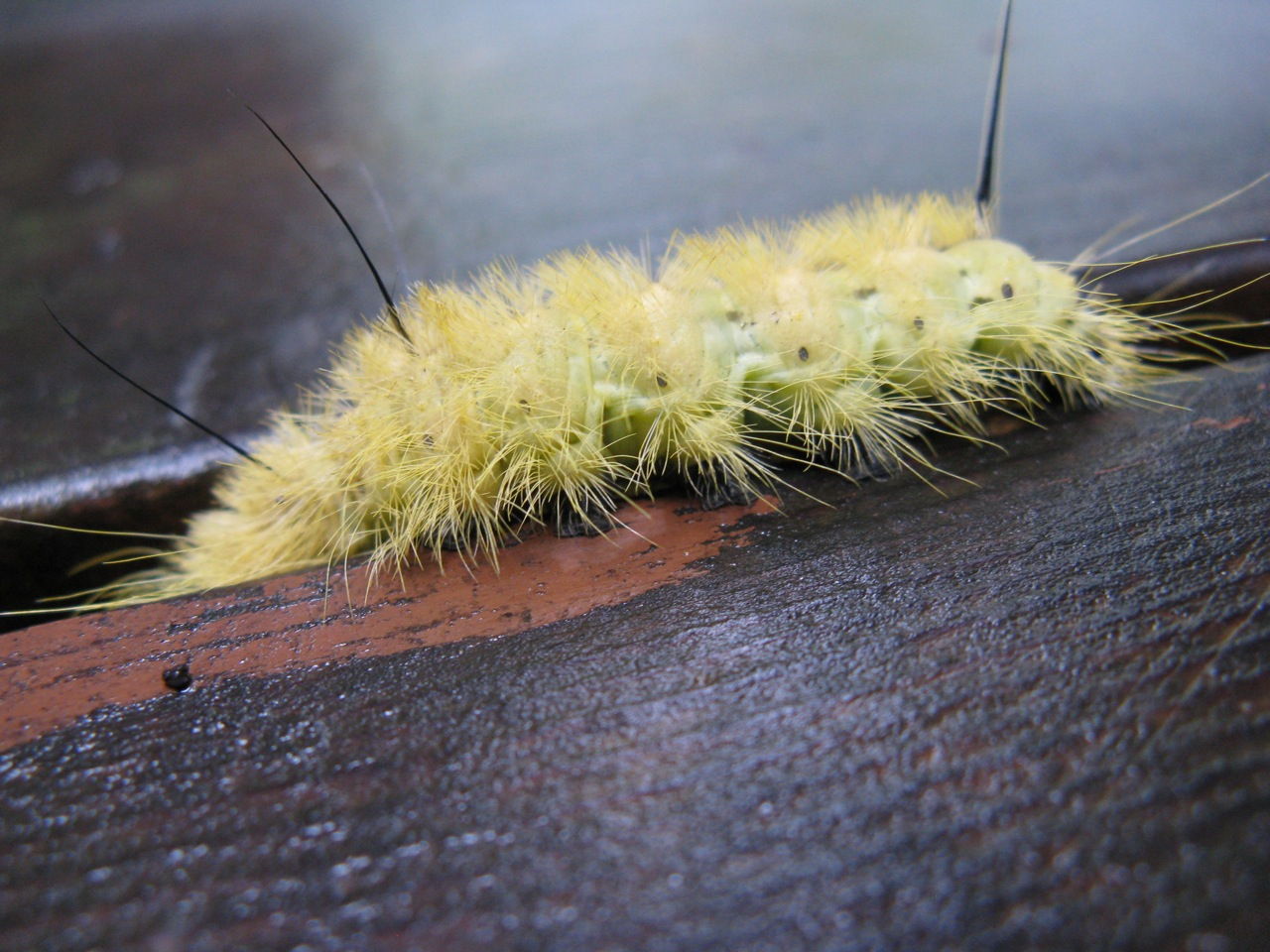
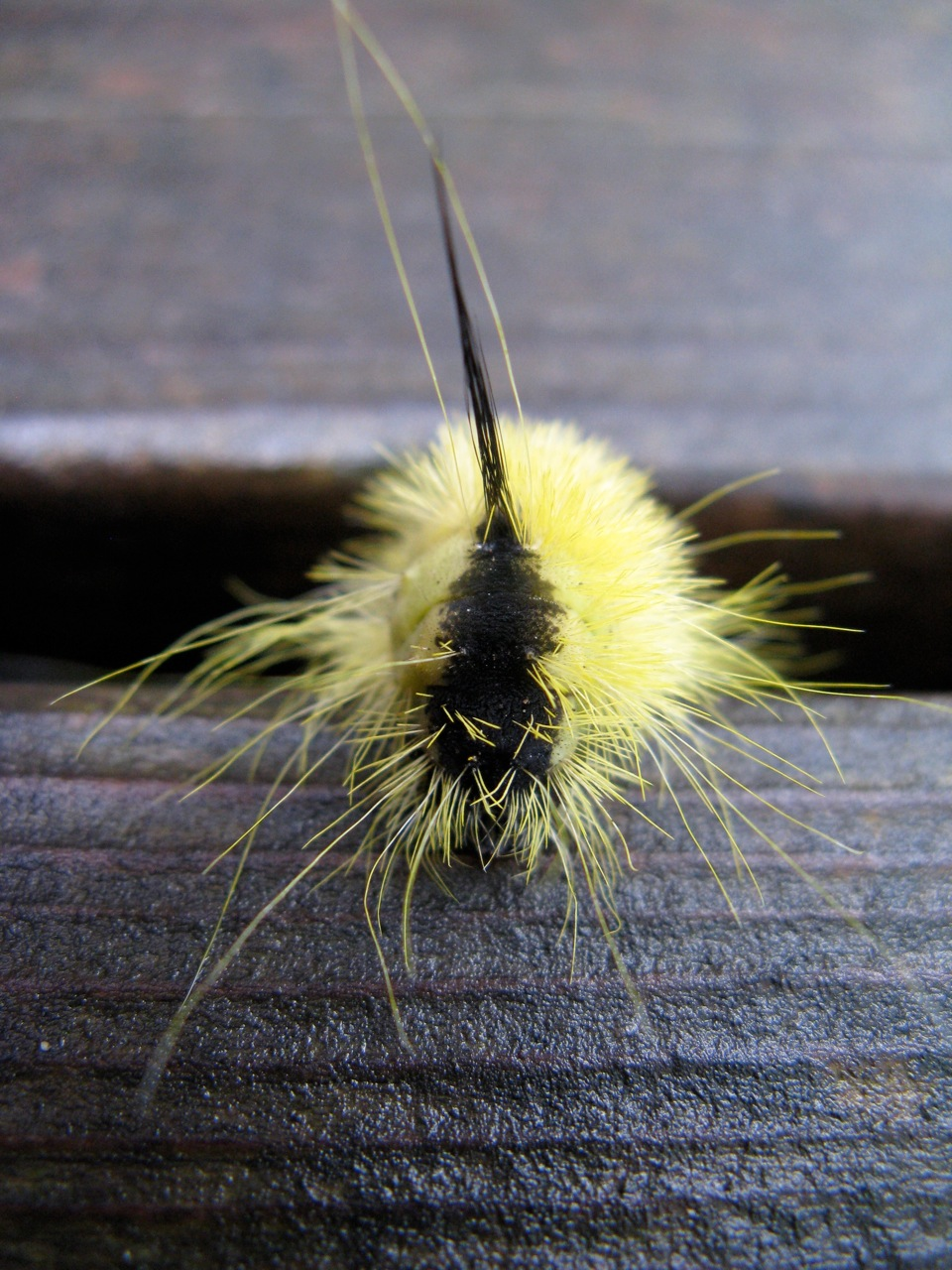
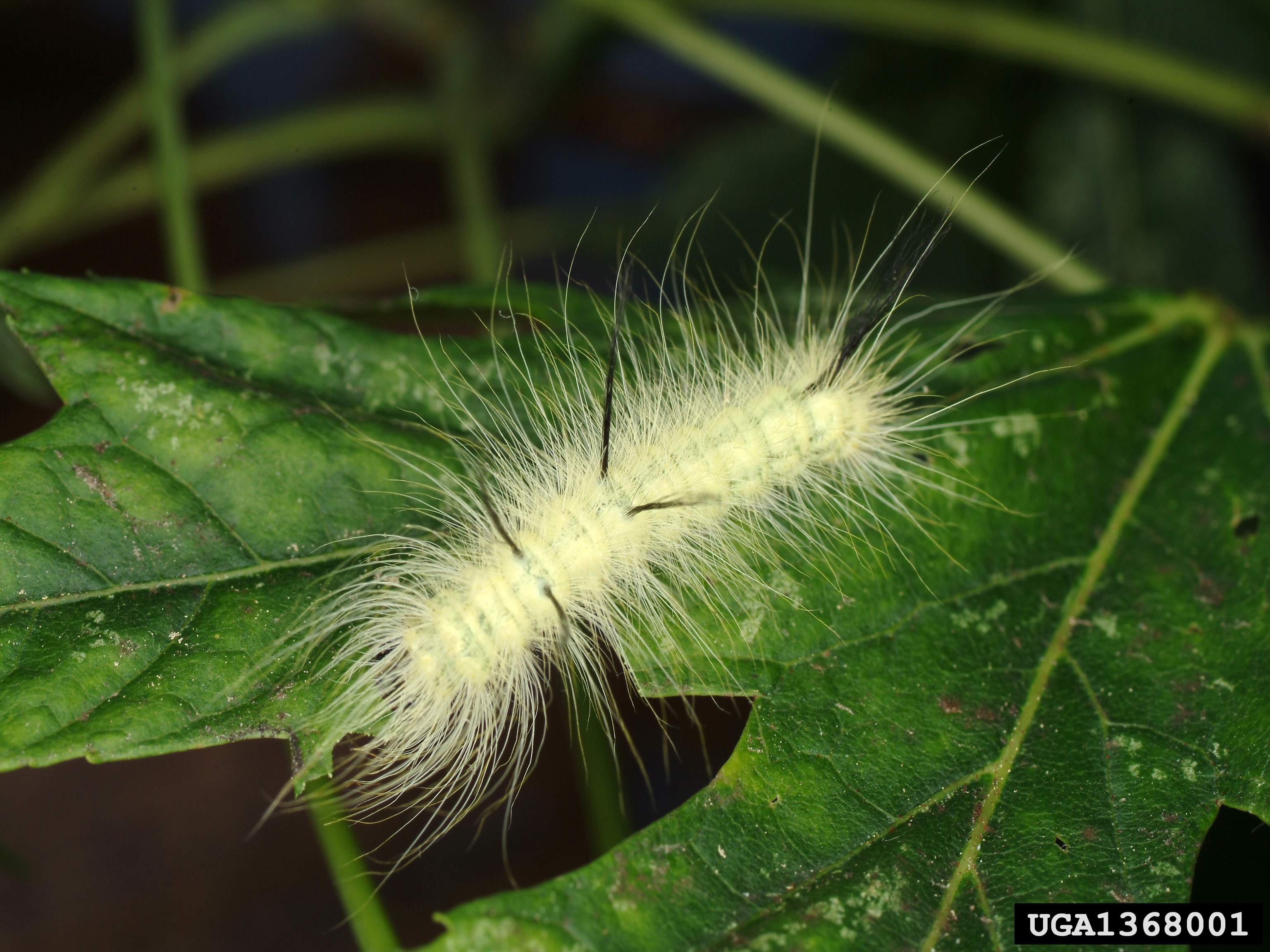
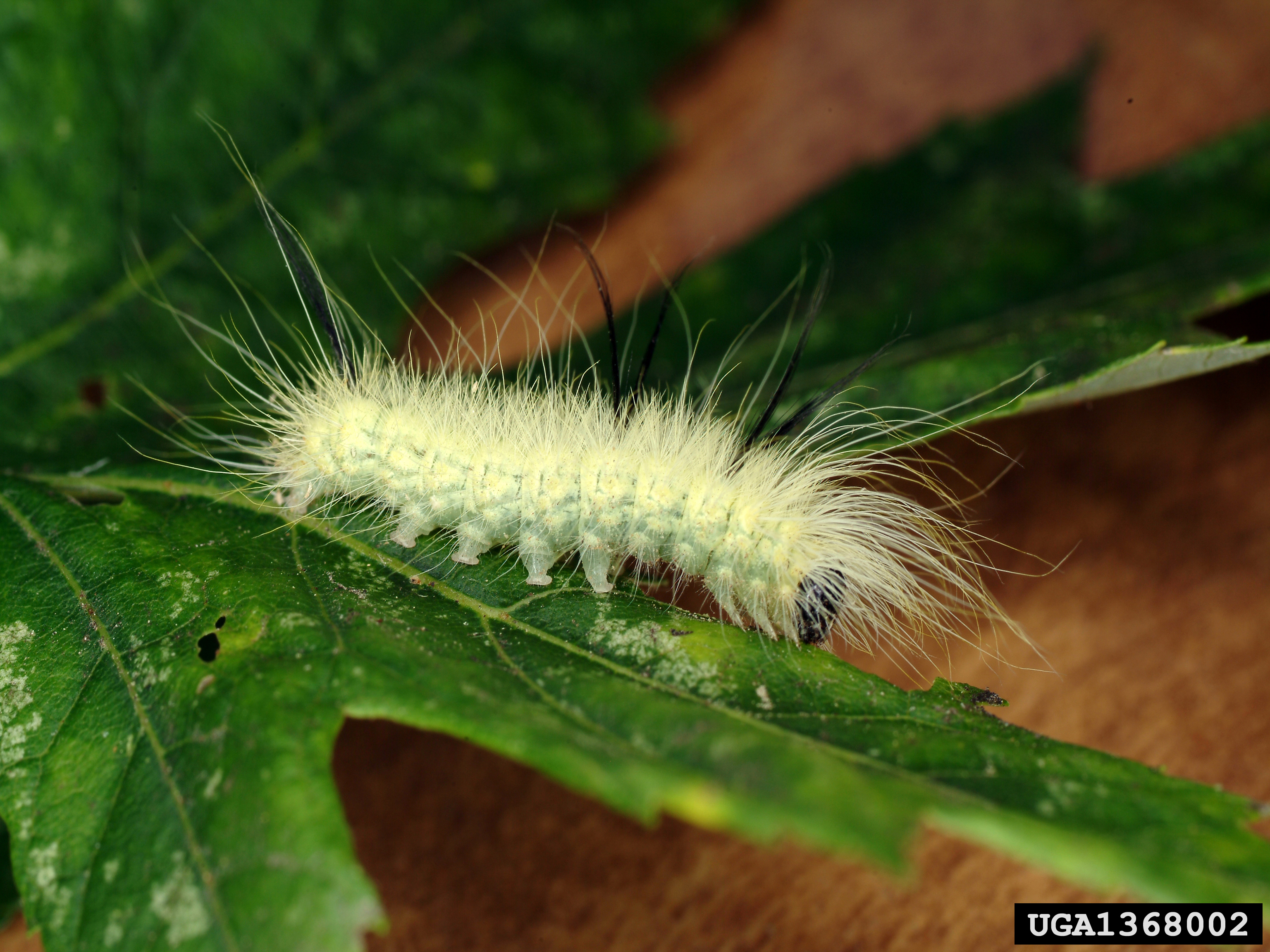